# José Luis Meiszner
José Luis Meiszner ist ein ehemaliger argentinischer Fußballfunktionär.
Meiszner war Präsident des Fußballvereins Quilmes AC und Generalsekretär des südamerikanischen Fußballverbandes CONMEBOL.
Nachdem das US-Justizministerium gegen ihn öffentlich Anklage wegen Verdachts der Bestechung erhoben hatte, stellte er sich am 9. Dezember 2015 der argentinischen Polizei.
Nach ihm war das Estadio Centenario Ciudad de Quilmes in Quilmes benannt.